# Sogno d'amore (film incompiuto)
Sogno d'amore è un film incompiuto diretto da Ferdinando Maria Poggioli.

## Produzione
La sceneggiatura è tratta dalla commedia teatrale Mecta Jiubvi di Alexander Kosorotov, già precedentemente portata sul grande schermo nel 1922 da Gennaro Righelli (Sogno d'amore). Questa versione sonora però non fu mai ultimata a causa degli avvenimenti bellici. Le riprese iniziate nei primi mesi del 1943 a Cinecittà furono interrotte dopo il 25 luglio. Alcune testimonianze affermano anche che alcune scene non furono girate a causa dei frequenti capricci dell'attrice protagonista, Miria di San Servolo (al secolo Myriam Petacci).

## Il ritrovamento
Nel 1999 il documentarista Sandro Gastinelli rinviene a Boves i negativi del film che si credevano perduti. Se ne è avviato il restauro ma, solo 13 anni dopo, nel 2012, all'interno del Premio Amidei, è stato proiettato il rimontaggio di quel che rimaneva dell'antica pellicola. Il tutto per una durata di circa 30 minuti.